# Доленко Олександр Володимирович
Олександр Володимирович Доленко (нар. 25 січня 1990, Луганськ) — український баскетболіст. Захисник «Політехніки-Галичини» (Львів).

## Клубна кар'єра
Виступав за «Аджалик» Южне (2007/2008), «Будівельник» Київ (2008-2010), «Політехніку» (2010-2013).  
У січні 2013 року Олександр Доленко та Микола Полюляк на правах піврічної оренди перейшли до білоруського «Свіслоча», де виступали до травня, повернувшись до Львова. Доленко став одним із найрезультативніших гравців клубу, набираючи в середньому 15,5 очка щогри. «Свіслоч» посів 4-е місце як у регулярному чемпіонаті, так і за підсумками плей-оф, а Доленко також взяв участь у Матчі всіх зірок у складі команди легіонерів.
Виступав у складі збірної України на Літній Універсіаді 2013 у Казані.
Чемпіонат 2013/14 провів в «Говерлі» (Івано-Франківськ), за підсумками сезону потрапив до рейтингу «регрес року» за версією iSport.ua. З 2014 року знову виступає за львівський клуб «Політехніка-Галичина».